# Bryggeriet Örnen, Lidköping
Ej att förväxla med Bryggeriet Örnen i Hyltebruk
Bryggeriet Örnen, tidigare Lidköpings Bayerska Bryggeri, var ett bryggeri i Lidköping, som grundades 1892 och organiserades som ett aktiebolag 1904. Verksamheten lades ned 1909 efter en sammanslagning med Lidköpings Bryggeri 1907.
Bryggmästaren Haldan Nilson Dag på Lidköpings Bryggeri och kompanjonen Linus Westberg köpte omkring 1890 Hilmer Flyrins och Alfred Karlssons lilla svagdricksbryggeri på Älvgatan med namnet Lidköpings Bayerska Bryggeri och kunde 1892 inviga ett moderniserat bryggeri i nyuppförda lokaler på samma tomt. Efter en kort tid ändrades bryggeriets namn till Bryggeriet Örnen.
När en ekonomisk kris drabbade Lidköpings Bryggeri 1904, övertog Nilsson-Dag och Linus Westberg aktiemajoriteten i Lidköpings Bryggeri. De båda bryggeriföretagen drevs under en tid jämsides, men 1907 slogs de två ungefär lika stora bryggerierna samman genom att Bryggeriet Örnen köpte Lidköpings Bryggeri. Namnet på det fusionerade bryggeriet blev Lidköpings Bryggeri och verkställande direktör blev Haldan Nilsson-Dag.

## Hotell Örnen
Bryggeriverksamheten i Bryggeriet Örnen lades ned efter fusionen, och fastigheten ombyggdes 1911-1912 till hotell och restaurang. Två tomter vid Älvgatan avstyckades och såldes till bryggeriägarna Nilson Dag och Westberg, där dessa uppförde var sin stora villa. Nilson-Dags hus, närmast bryggeriet, ägs idag av den lokala Odd Fellow-orden. 
Bryggeriet Örnens ölkällare byggdes 1918 om till Biograf Örnen, vilken senare namnändrades till China.
Hotellfastigheten renoverades efter åratals förfall omkring år 2000 och inrymde åter ett hotell under några år.